# Anillo Verde de Vitoria
El Anillo Verde es un conjunto de parques periurbanos de alto valor ecológico y paisajístico enlazados estratégicamente mediante corredores eco-recreativos. Es el resultado de un ambicioso proyecto que se inició a comienzos de los 90 del siglo pasado con el objetivo principal de restaurar y recuperar la periferia de Vitoria, tanto desde el punto de vista ambiental como social, para crear una gran área verde de uso recreativo en torno a la ciudad. Fue seleccionada por la ONU entre las 100 mejores actuaciones mundiales en el III Concurso Internacional de «Buenas Prácticas para la mejora de las condiciones de vida de las ciudades», celebrado en Dubái en el año 2000. Cuenta actualmente con 6 parques ya consolidados: Armentia, Olarizu, Salburua, Zabalgana, Zadorra y Errekaleor.

## Parques actuales
- Armentia:[2]

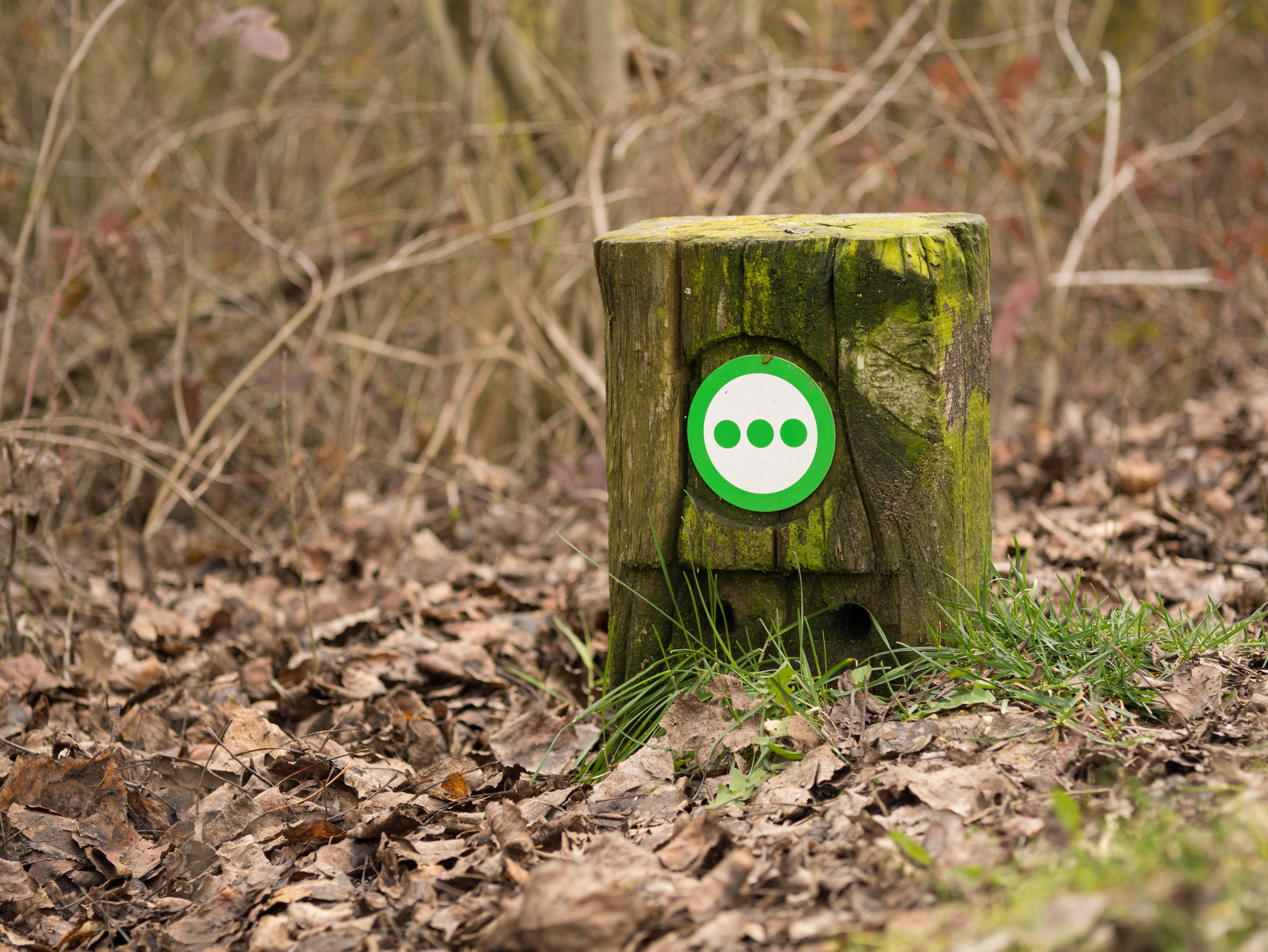
Marca del Anillo Verde en Salburua

Se trata de un extenso bosque natural de quejigo, situado entre el núcleo urbano y los Montes de Vitoria, principal sistema montañoso y uno de los espacios naturales más valiosos del municipio de Vitoria. Precisamente su localización convierte al Bosque de Armentia en un verdadero corredor biológico entre las áreas forestales de Montes de Vitoria, las áreas verdes periurbanas y el ecosistema urbano, y es en este papel donde reside el valor principal del parque de Armentia.
- Olarizu:[3]

Las campas adehesadas junto con el emblemático cerro de Olarizu y los muchos senderos que por allí discurren y enlazan la ciudad con los pueblos cercanos, hacen de este parque un lugar muy frecuentado ya que permite disfrutar del paseo o simplemente de la estancia en los muchos rincones habilitados para ello. A diferencia del resto de parques del Anillo Verde, el parque de Olarizu presenta una menor naturalidad y una mayor proximidad al concepto de parque típicamente urbano, ya que es con ese carácter como se concibió en sus orígenes. Creado en 1984, a mediados de los 90 pasa a formar parte del Anillo Verde. Desde entonces su acondicionamiento se ha dirigido fundamentalmente al uso público y a acoger actividades de formación y la educación ambiental. Incluye entre sus terrenos el Jardín Botánico de Olárizu.
- Salburua:[4]

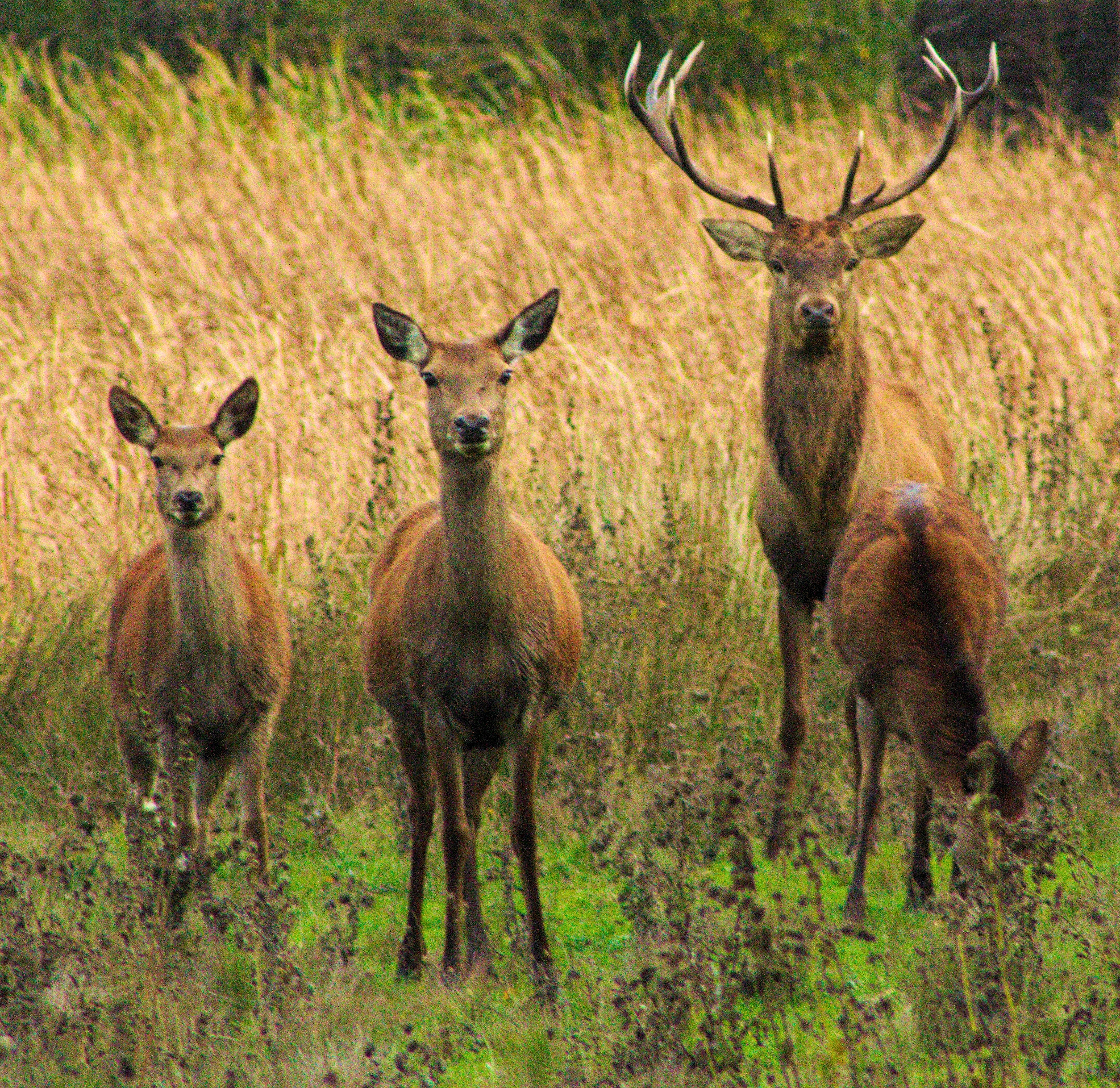
Ciervos en el Anillo Verde.

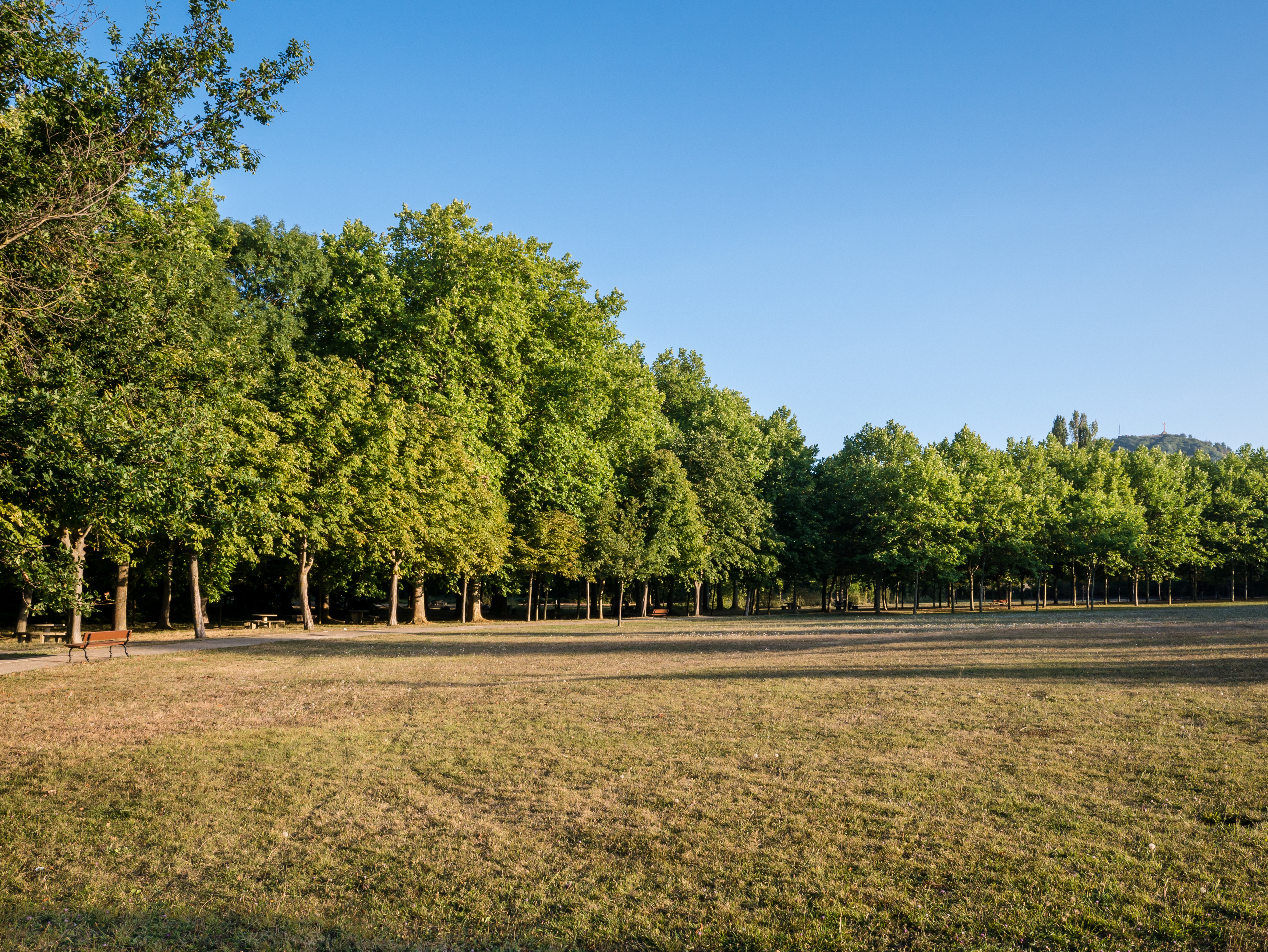
Vista del Parque de Olarizu.

Salburua es una zona húmeda formada por varias lagunas (Arcaute y Betoño son las principales), junto con espacios empradizados y un pequeño robledal. Desecada siglos atrás para transformar la zona en campos de cultivo, los trabajos de recuperación iniciados en 1994 han revertido esta situación y en la actualidad es uno de los humedales continentales más valiosos del País Vasco, Humedal RAMSAR de Importancia Internacional y Lugar de Importancia Comunitaria (LIC) dentro de la Red Europea Natura 2000. El parque puede recorrerse a través de diversos itinerarios que rodean y conectan las lagunas principales. El Centro de Interpretación de Ataria y dos observatorios de aves ayudan a conocer la riqueza natural del lugar y a disfrutar del mismo.
- Zabalgana:[5]

Este parque tiene un significado muy especial por ser el resultado de un intenso proceso de restauración, que ha convertido una zona de antiguas graveras, muy degradada, en un espacio de interés natural muy adecuado para el ocio y el recreo de la población. En el parque de Zabalgana alternan praderas, bosquetes dispersos, lagunas, pequeñas lomas y cerros, áreas de estancia, senderos y un bosque natural de quejigo que, desde el punto de vista ecológico, es lo más destacable del espacio ya que se trata de un bosque-isla inmerso en un mar de cultivos.
- Zadorra:[6]

El río Zadorra, el más importante del municipio de Vitoria, es el protagonista de este parque periurbano. Discurre al norte de la ciudad actuando como límite a la expansión de ésta. Poseedor de importantes valores naturales que han motivado su declaración como espacio LIC (Lugar de Interés Comunitario) dentro de la Red Europea Natura 2000 de Espacios Naturales Protegidos, el Zadorra y su entorno constituyen como un espacio ideal para el ocio y el paseo. El acondicionamiento integral del río (hidráulico, ambiental y socio recreativo), en todo su recorrido de contacto con la ciudad, se está realizando por fases y tramos. En un futuro próximo se podrá disponer de un extenso parque fluvial de 13 km de longitud y una superficie de 213 ha, que actuará como eslabón fundamental del Anillo Verde, entre los humedales de Salburua y el parque de Zabalgana.
- Errekaleor:[7]

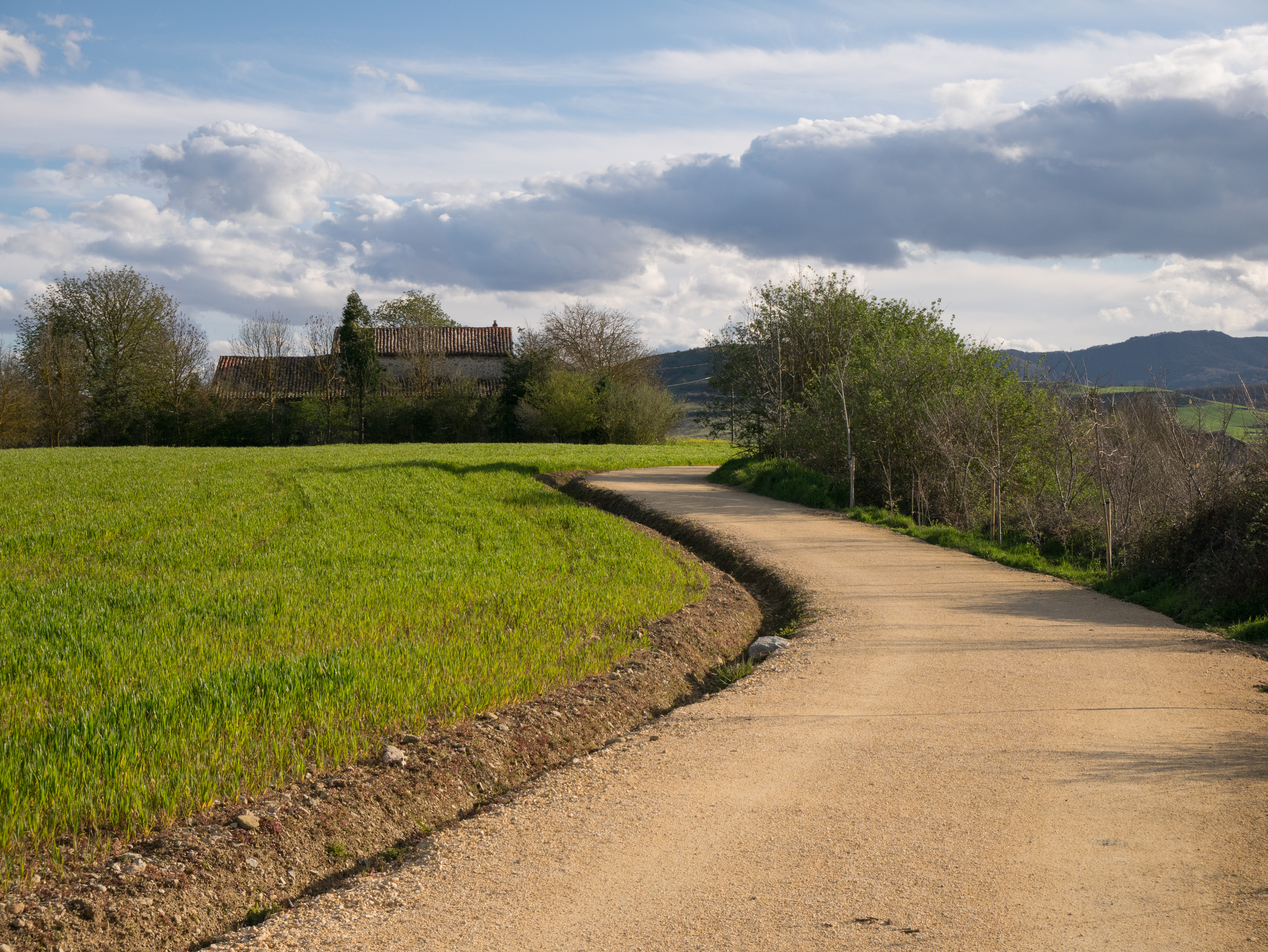
Anillo Verde en el Alto de las Neveras

El futuro parque linda al sur con el parque de Olarizu y al norte con los humedales Salburua, quedando incluido dentro de la nueva expansión residencial de Salburua. Su situación convierte este lugar en un elemento de conexión fundamental entre los parques del Anillo Verde situados al Sur y al este de la ciudad. El río Errekaleor garantizará la conexión ecológica mientras que el Cerro de Las Neveras, reseñable desde el punto de vista paisajístico, quedará incluido en el Anillo Verde como paseo de visita obligada por sus excelentes panorámicas. El acondicionamiento de este entorno, que se contempla como parte del proyecto de urbanización de Salburua, supondrá la ampliación de la superficie del Anillo Verde.
- El cerro de las Neveras[8]:

Es una extensión de terreno elevada que se extiende sobre el entorno rural sur del municipio, considerándose una atalaya natural.